# Argyra sinensis
Argyra sinensis är en tvåvingeart som beskrevs av Yang och Patrick Grootaert 1999. Argyra sinensis ingår i släktet Argyra och familjen styltflugor.
Artens utbredningsområde är Zhejiang (Kina). Inga underarter finns listade i Catalogue of Life.